# Дабо, Леон
Леон Дабо (англ. Leon Dabo; 1864—1960) — американский художник-пейзажист французского происхождения, работал в стиле тонализма. Кавалер ордена Почётного Легиона (за вклад в искусство).

## Биография
Родился 9 июля 1864 года в Париже (по другим данным в городе Саверн); был старшим из трех братьев (в семье было также пять сестер). Его отец, Иньяс Скотт Дабо (Ignace Scott Dabo), был профессором эстетики и ученым-антиковедом, который в 1870 году перевез семью в Детройт, штат Мичиган, чтобы избежать франко-прусской войны.
Отец отдал Леона в школу, где тот обучался латинскому и французскому языкам, а также рисованию. После смерти отца, в 1883 году, семья переехала в Нью-Йорк. Здесь Леон нашел работу в качестве архитектурного дизайнера и поддерживал своим заработком семью так, чтобы его подающий надежды младший брат Скотт мог обучаться искусству. Затем Леон стал учеником Джона Лафаржа (англ. John LaFarge), с которым они оставались друзьями до смерти последнего. Когда Дабо решил продолжить обучение в Париже, Лафарж написал рекомендательные письма, позволившие Леону встретиться с Пьером Шаванном, который впоследствии стал его наставником при обучении в Высшей национальной школе декоративного искусства. Также он обучался заочно в Академии Коларосси и в Школе изящных искусств. Несмотря на то, что в это время импрессионизм захватил многих художников, Дабо считал, что этот стиль ему не подходит.
Дабо также кратковременно учился в Академии изящных искусств Мюнхена, но зарождающийся немецкий экспрессионизм тоже не увлёк его и он переехал в Италию, где пробыл три года. За этим последовал год жизни в Нанси, Франция, где Дабо изучал цвета у физика Эмиля Ложа (фр. Émile Lauge). Наконец в 1886 году он провел некоторое время в Лондоне, где познакомился с Джеймсом Уистлером, который оказал большое влияние на стиль Дабо. Далее последовала длительная и плодотворная жизнь известного американского художника, который создал большое количество работ и участвовал во многих выставках.
Во время Первой мировой войны Дабо, знавший много языков, отправился во Францию и предложил свои услуги непосредственно премьер-министру Жоржу Клемансо. В итоге он служил в качестве офицера во французской и британской армиях, разоблачая немецких шпионов, изучая их диалект и акцент. Затем он стал членом комиссии США, которая расследовала зверства, происходившие во Франции в ходе войны, и подтвердила, что они действительно были. Позже был назначен капитаном Армии США и служил переводчиком в Американском экспедиционном корпусе (англ. American Expeditionary Forces) в качестве флигель-адъютанта генерал-майора Марка Херси (англ. Mark L. Hersey) в 4-й пехотной дивизии.
После войны Дабо стал читать лекции о живописи. В 1937 году он приехал во Францию и создал там студию, где писал французские пейзажи. С приближением Второй мировой войны, он перевёз свои произведения в США, чтобы избежать их возможной конфискации. Бежал от немецкой оккупации в конце 1940 года — через Португалию вернулся в США. Но после войны он снова вернулся во Францию и продолжил свою работу. В 1951 году Леон Дабо окончательно вернулся в Соединенные Штаты.
Умер 7 ноября 1960 года на Манхеттене, Нью-Йорк, и был похоронен на кладбище Long Island National Cemetery. Один из его братьев — Скотт Дабо (1865—1928) — тоже был художником.

### Личная жизнь
Будучи в Лондоне, Дабо встретил Мэри Джейн Форд (англ. Mary Jane Ford), на которой женился в 1889 году, и у них родилось двое детей — Мадлен Хелен (англ. Madeleine Helen, род. 1891) и Леон Форд (англ.  Leon Ford, род. 1892). Супруги стали жить раздельно в 1920-е годы, а после смерти Мэри Джейн в 1945 году Дабо официально женился на своей «жене», с которой жил с 1930-х годов — Стефани Офенталь (англ. Stephanie Ofenthal, 1894—1974).

## Труды
Произведения художника находятся в частных коллекциях и художественных музеях США.

Некоторые работы
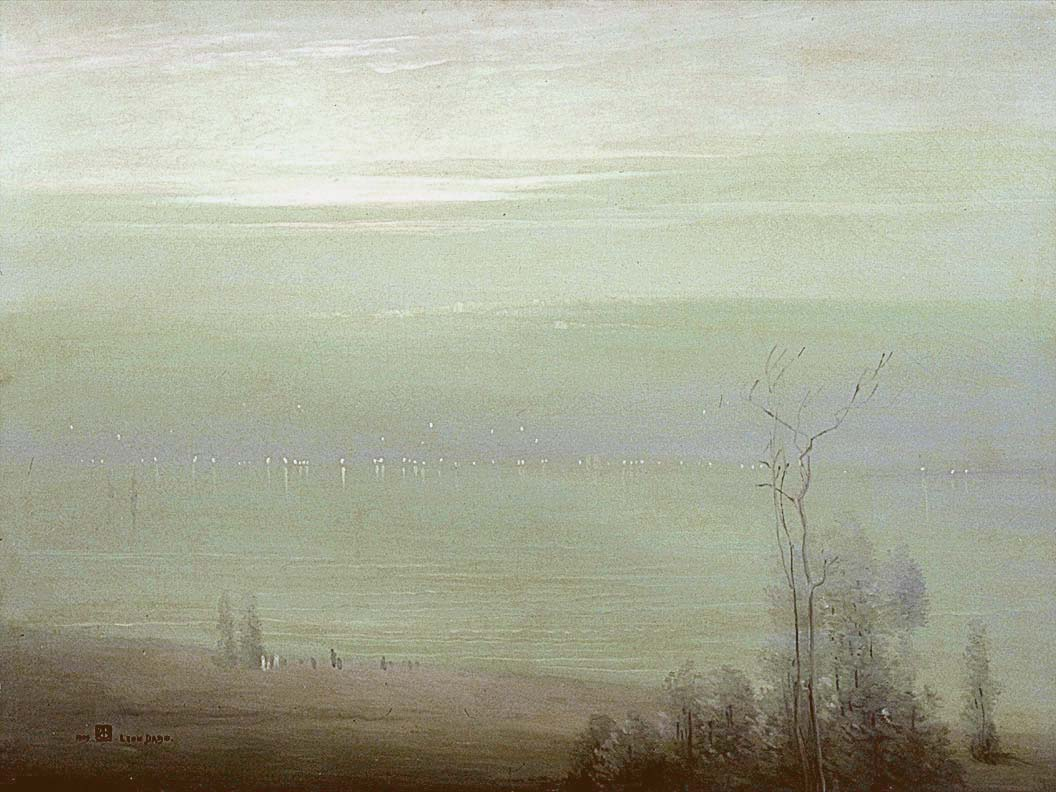
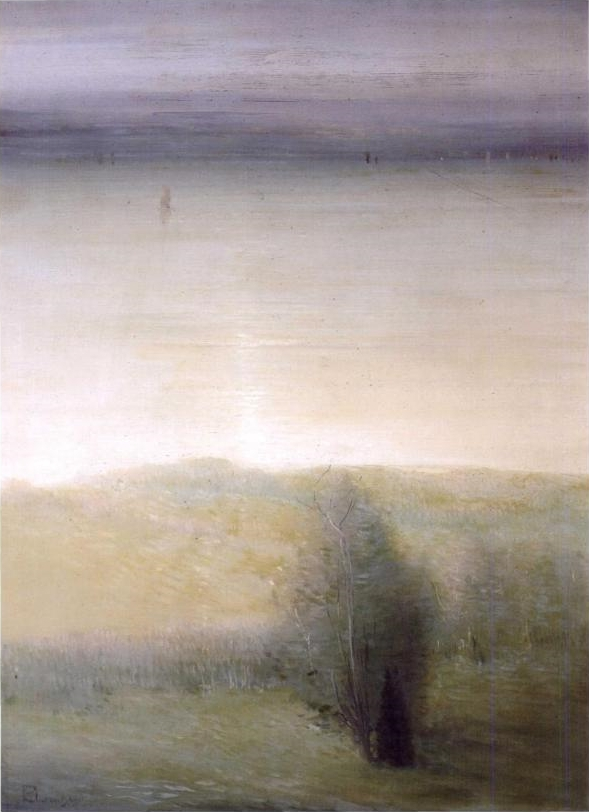
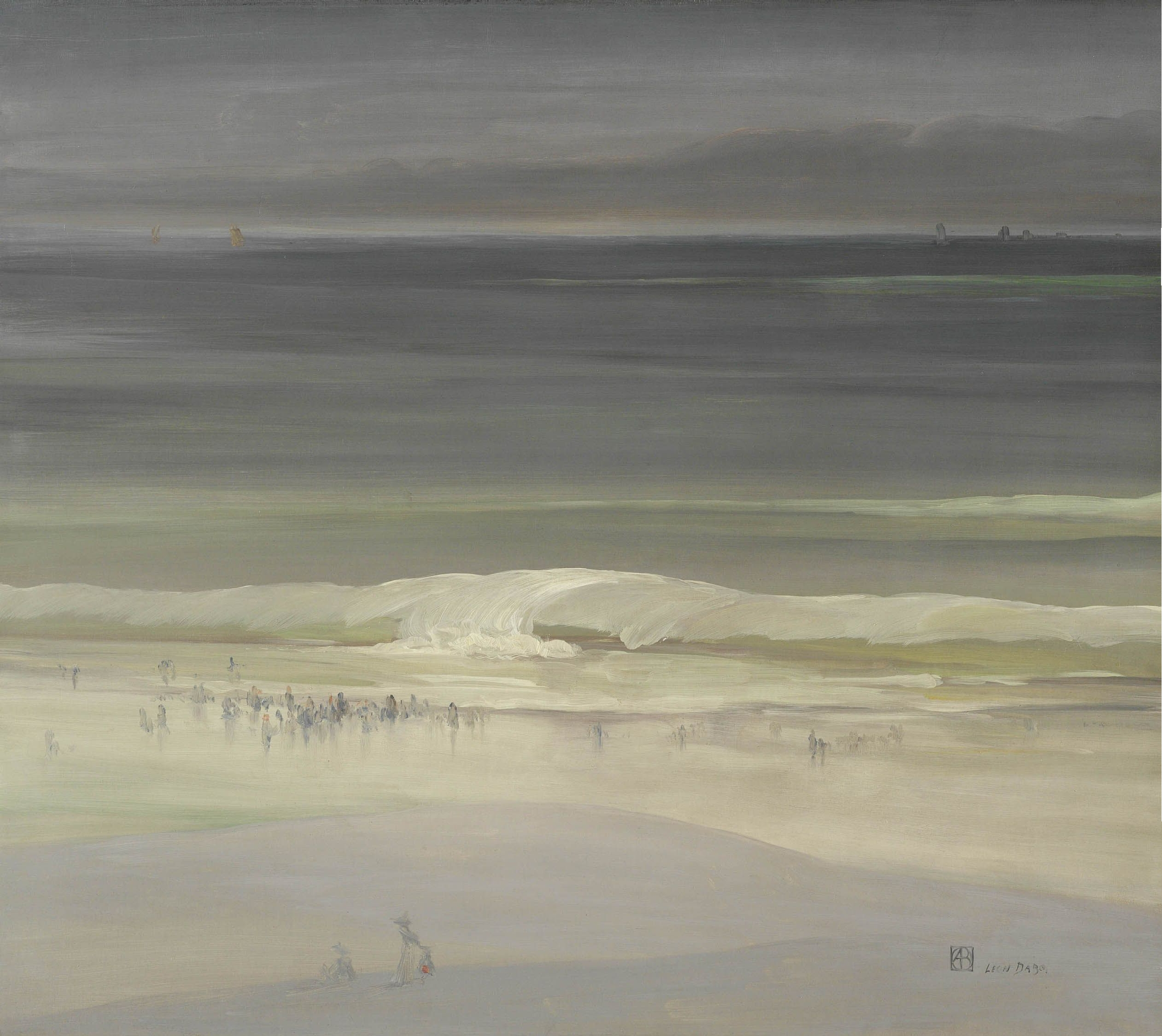